# Supercopa de España de Fútbol 2017
La Supercopa de España 2017 fue la XXXIV edición del torneo, correspondiente a la temporada 2017-18. Se disputó a doble partido en España los días 13 y 16 de agosto de 2017. Esta edición de la Supercopa enfrentó el campeón de Liga de la temporada 2016-17, el Real Madrid, y el Barcelona, campeón de la Copa del Rey de la misma temporada, cinco años después del último enfrentamiento entre ambos conjuntos en esta competición.
El partido de ida se disputó el domingo 13 de agosto a las 22 h en el Camp Nou de Barcelona y el partido de vuelta el miércoles 16 de agosto a las 23 h en el Santiago Bernabéu de Madrid.
El Real Madrid ganó su décima Supercopa de España tras vencer en el global por 5-1 al Barcelona. Esta victoria significó el séptimo triunfo madridista en las últimas ocho finales frente al conjunto barcelonista. Desde el siglo XXI el conjunto blanco ha ganado cuatro de las cinco finales disputadas frente a su eterno rival (dos Copas del Rey y dos Supercopas de España; perdió solamente la Supercopa de 2011);

## Partidos

### Participantes
| Real Madrid C. F. |  | Bandera de la Comunidad de Madrid |  | Campeón de la Primera División de España 2016-17 |
| F. C. Barcelona   |  | Bandera de Cataluña               |  | Campeón de la Copa del Rey 2016-17               |

### Ida
| 1     | POR   | Marc-André ter Stegen |     |
| 22    | DEF   | Aleix Vidal           |     |
| 3     | DEF   | Gerard Piqué          |     |
| 23    | DEF   | Samuel Umtiti         |     |
| 18    | DEF   | Jordi Alba            |     |
| 4     | MED   | Ivan Rakitić          | 83' |
| 5     | MED   | Sergio Busquets       |     |
| 8     | MED   | Andrés Iniesta        | 67' |
| 10    | DEL   | Lionel Messi          |     |
| 9     | DEL   | Luis Suárez           |     |
| 16    | DEL   | Gerard Deulofeu       | 58' |
| D. T. | D. T. | Ernesto Valverde      |     |

| 1     | POR   | Keylor Navas    |     |
| 2     | DEF   | Dani Carvajal   |     |
| 5     | DEF   | Raphaël Varane  |     |
| 4     | DEF   | Sergio Ramos    |     |
| 12    | DEF   | Marcelo Vieira  |     |
| 8     | MED   | Toni Kroos      |     |
| 14    | MED   | Carlos Casemiro |     |
| 23    | MED   | Mateo Kovačić   | 67' |
| 22    | MED   | Isco Alarcón    |     |
| 11    | DEL   | Gareth Bale     | 81' |
| 9     | DEL   | Karim Benzema   | 58' |
| D. T. | D. T. | Zinedine Zidane |     |

| 6  | DEL | Denis Suárez  | 58' |
| 20 | MED | Sergi Roberto | 67' |
| 17 | DEL | Paco Alcácer  | 83' |

| 7  | DEL | Cristiano Ronaldo | 58' |
| 20 | MED | Marco Asensio     | 67' |
| 17 | DEL | Lucas Vázquez     | 81' |

| 77' | Lionel Messi | 1:1 |

| 50' · 79' · 89' | Gerard Piqué Cristiano Ronaldo Marco Asensio | 0:1 1:2 1:3 |

| 27' · 40' · 57' | Gerard Piqué Lionel Messi Sergio Busquets |

| 20' · 41' · 41' · 76' · 80' | Casemiro Gareth Bale Dani Carvajal Marcelo Vieira Cristiano Ronaldo |

| 82' | Cristiano Ronaldo |

| Principal  | De Burgos Bengoetxea  |
| Asistentes | Núñez Fernández       |
|            | De Francisco Grijalba |
| Cuarto     | Santos Pargaña        |

|                    |     |     |
| Tiros              | 16  | 12  |
| Tiros a puerta     | 6   | 7   |
| Faltas             | 10  | 16  |
| Saques de esquina  | 13  | 4   |
| Penaltis           | 1   | 0   |
| Fueras de juego    | 4   | 5   |
| Posesión del balón | 62% | 38% |

| Alineación inicial |

| 1     | POR   | Marc-André ter Stegen |     |
| 22    | DEF   | Aleix Vidal           |     |
| 3     | DEF   | Gerard Piqué          |     |
| 23    | DEF   | Samuel Umtiti         |     |
| 18    | DEF   | Jordi Alba            |     |
| 4     | MED   | Ivan Rakitić          | 83' |
| 5     | MED   | Sergio Busquets       |     |
| 8     | MED   | Andrés Iniesta        | 67' |
| 10    | DEL   | Lionel Messi          |     |
| 9     | DEL   | Luis Suárez           |     |
| 16    | DEL   | Gerard Deulofeu       | 58' |
| D. T. | D. T. | Ernesto Valverde      |     |

| 1     | POR   | Keylor Navas    |     |
| 2     | DEF   | Dani Carvajal   |     |
| 5     | DEF   | Raphaël Varane  |     |
| 4     | DEF   | Sergio Ramos    |     |
| 12    | DEF   | Marcelo Vieira  |     |
| 8     | MED   | Toni Kroos      |     |
| 14    | MED   | Carlos Casemiro |     |
| 23    | MED   | Mateo Kovačić   | 67' |
| 22    | MED   | Isco Alarcón    |     |
| 11    | DEL   | Gareth Bale     | 81' |
| 9     | DEL   | Karim Benzema   | 58' |
| D. T. | D. T. | Zinedine Zidane |     |

| 6  | DEL | Denis Suárez  | 58' |
| 20 | MED | Sergi Roberto | 67' |
| 17 | DEL | Paco Alcácer  | 83' |

| 7  | DEL | Cristiano Ronaldo | 58' |
| 20 | MED | Marco Asensio     | 67' |
| 17 | DEL | Lucas Vázquez     | 81' |

| 77' | Lionel Messi | 1:1 |

| 50' · 79' · 89' | Gerard Piqué Cristiano Ronaldo Marco Asensio | 0:1 1:2 1:3 |

| 27' · 40' · 57' | Gerard Piqué Lionel Messi Sergio Busquets |

| 20' · 41' · 41' · 76' · 80' | Casemiro Gareth Bale Dani Carvajal Marcelo Vieira Cristiano Ronaldo |

| 82' | Cristiano Ronaldo |

| Principal  | De Burgos Bengoetxea  |
| Asistentes | Núñez Fernández       |
|            | De Francisco Grijalba |
| Cuarto     | Santos Pargaña        |

|                    |     |     |
| Tiros              | 16  | 12  |
| Tiros a puerta     | 6   | 7   |
| Faltas             | 10  | 16  |
| Saques de esquina  | 13  | 4   |
| Penaltis           | 1   | 0   |
| Fueras de juego    | 4   | 5   |
| Posesión del balón | 62% | 38% |

| Alineación inicial |

| 1     | POR   | Marc-André ter Stegen |     |
| 22    | DEF   | Aleix Vidal           |     |
| 3     | DEF   | Gerard Piqué          |     |
| 23    | DEF   | Samuel Umtiti         |     |
| 18    | DEF   | Jordi Alba            |     |
| 4     | MED   | Ivan Rakitić          | 83' |
| 5     | MED   | Sergio Busquets       |     |
| 8     | MED   | Andrés Iniesta        | 67' |
| 10    | DEL   | Lionel Messi          |     |
| 9     | DEL   | Luis Suárez           |     |
| 16    | DEL   | Gerard Deulofeu       | 58' |
| D. T. | D. T. | Ernesto Valverde      |     |

| 1     | POR   | Keylor Navas    |     |
| 2     | DEF   | Dani Carvajal   |     |
| 5     | DEF   | Raphaël Varane  |     |
| 4     | DEF   | Sergio Ramos    |     |
| 12    | DEF   | Marcelo Vieira  |     |
| 8     | MED   | Toni Kroos      |     |
| 14    | MED   | Carlos Casemiro |     |
| 23    | MED   | Mateo Kovačić   | 67' |
| 22    | MED   | Isco Alarcón    |     |
| 11    | DEL   | Gareth Bale     | 81' |
| 9     | DEL   | Karim Benzema   | 58' |
| D. T. | D. T. | Zinedine Zidane |     |

| 6  | DEL | Denis Suárez  | 58' |
| 20 | MED | Sergi Roberto | 67' |
| 17 | DEL | Paco Alcácer  | 83' |

| 7  | DEL | Cristiano Ronaldo | 58' |
| 20 | MED | Marco Asensio     | 67' |
| 17 | DEL | Lucas Vázquez     | 81' |

| 77' | Lionel Messi | 1:1 |

| 50' · 79' · 89' | Gerard Piqué Cristiano Ronaldo Marco Asensio | 0:1 1:2 1:3 |

| 27' · 40' · 57' | Gerard Piqué Lionel Messi Sergio Busquets |

| 20' · 41' · 41' · 76' · 80' | Casemiro Gareth Bale Dani Carvajal Marcelo Vieira Cristiano Ronaldo |

| 82' | Cristiano Ronaldo |

| Principal  | De Burgos Bengoetxea  |
| Asistentes | Núñez Fernández       |
|            | De Francisco Grijalba |
| Cuarto     | Santos Pargaña        |

|                    |     |     |
| Tiros              | 16  | 12  |
| Tiros a puerta     | 6   | 7   |
| Faltas             | 10  | 16  |
| Saques de esquina  | 13  | 4   |
| Penaltis           | 1   | 0   |
| Fueras de juego    | 4   | 5   |
| Posesión del balón | 62% | 38% |

| Alineación inicial |

| 1     | POR   | Marc-André ter Stegen |     |
| 22    | DEF   | Aleix Vidal           |     |
| 3     | DEF   | Gerard Piqué          |     |
| 23    | DEF   | Samuel Umtiti         |     |
| 18    | DEF   | Jordi Alba            |     |
| 4     | MED   | Ivan Rakitić          | 83' |
| 5     | MED   | Sergio Busquets       |     |
| 8     | MED   | Andrés Iniesta        | 67' |
| 10    | DEL   | Lionel Messi          |     |
| 9     | DEL   | Luis Suárez           |     |
| 16    | DEL   | Gerard Deulofeu       | 58' |
| D. T. | D. T. | Ernesto Valverde      |     |

| 1     | POR   | Keylor Navas    |     |
| 2     | DEF   | Dani Carvajal   |     |
| 5     | DEF   | Raphaël Varane  |     |
| 4     | DEF   | Sergio Ramos    |     |
| 12    | DEF   | Marcelo Vieira  |     |
| 8     | MED   | Toni Kroos      |     |
| 14    | MED   | Carlos Casemiro |     |
| 23    | MED   | Mateo Kovačić   | 67' |
| 22    | MED   | Isco Alarcón    |     |
| 11    | DEL   | Gareth Bale     | 81' |
| 9     | DEL   | Karim Benzema   | 58' |
| D. T. | D. T. | Zinedine Zidane |     |

| 6  | DEL | Denis Suárez  | 58' |
| 20 | MED | Sergi Roberto | 67' |
| 17 | DEL | Paco Alcácer  | 83' |

| 7  | DEL | Cristiano Ronaldo | 58' |
| 20 | MED | Marco Asensio     | 67' |
| 17 | DEL | Lucas Vázquez     | 81' |

| 77' | Lionel Messi | 1:1 |

| 50' · 79' · 89' | Gerard Piqué Cristiano Ronaldo Marco Asensio | 0:1 1:2 1:3 |

| 27' · 40' · 57' | Gerard Piqué Lionel Messi Sergio Busquets |

| 20' · 41' · 41' · 76' · 80' | Casemiro Gareth Bale Dani Carvajal Marcelo Vieira Cristiano Ronaldo |

| 82' | Cristiano Ronaldo |

| Principal  | De Burgos Bengoetxea  |
| Asistentes | Núñez Fernández       |
|            | De Francisco Grijalba |
| Cuarto     | Santos Pargaña        |

|                    |     |     |
| Tiros              | 16  | 12  |
| Tiros a puerta     | 6   | 7   |
| Faltas             | 10  | 16  |
| Saques de esquina  | 13  | 4   |
| Penaltis           | 1   | 0   |
| Fueras de juego    | 4   | 5   |
| Posesión del balón | 62% | 38% |

| Alineación inicial |

### Vuelta
| 1     | POR   | Keylor Navas    |     |
| 2     | DEF   | Dani Carvajal   |     |
| 5     | DEF   | Raphaël Varane  |     |
| 4     | DEF   | Sergio Ramos    |     |
| 12    | DEF   | Marcelo Vieira  |     |
| 10    | MED   | Luka Modrić     |     |
| 23    | MED   | Mateo Kovačić   | 62' |
| 8     | MED   | Toni Kroos      | 80' |
| 17    | DEL   | Lucas Vázquez   |     |
| 9     | DEL   | Karim Benzema   |     |
| 20    | DEL   | Marco Asensio   | 75' |
| D. T. | D. T. | Zinedine Zidane |     |

| 1     | POR   | Marc-André ter Stegen |     |
| 14    | DEF   | Javier Mascherano     |     |
| 3     | DEF   | Gerard Piqué          | 50' |
| 23    | DEF   | Samuel Umtiti         |     |
| 20    | MED   | Sergi Roberto         |     |
| 4     | MED   | Ivan Rakitić          |     |
| 5     | MED   | Sergio Busquets       |     |
| 21    | MED   | André Gomes           | 72' |
| 18    | MED   | Jordi Alba            | 78' |
| 10    | DEL   | Lionel Messi          |     |
| 9     | DEL   | Luis Suárez           |     |
| D. T. | D. T. | Ernesto Valverde      |     |

| 14 | MED | Casemiro       | 62' |
| 15 | DEF | Theo Hernández | 75' |
| 24 | MED | Dani Ceballos  | 80' |

| 2  | DEF | Nélson Semedo   | 50' |
| 16 | DEL | Gerard Deulofeu | 72' |
| 19 | DEF | Lucas Digne     | 78' |

| 4' · 39' | Marco Asensio Karim Benzema | 1:0 2:0 |

| 89' · 90'+3' | Luis Suárez Javier Mascherano |

| Principal  | Sánchez Martínez  |
| Asistentes | Cabañero Martínez |
|            | Gallego García    |
| Cuarto     | Gallego Gambín    |

|                    |     |     |
| Tiros              | 14  | 12  |
| Tiros a puerta     | 5   | 3   |
| Faltas             | 10  | 12  |
| Saques de esquina  | 6   | 3   |
| Penaltis           | 0   | 0   |
| Fueras de juego    | 4   | 2   |
| Posesión del balón | 52% | 48% |

| Alineación inicial |

| 1     | POR   | Keylor Navas    |     |
| 2     | DEF   | Dani Carvajal   |     |
| 5     | DEF   | Raphaël Varane  |     |
| 4     | DEF   | Sergio Ramos    |     |
| 12    | DEF   | Marcelo Vieira  |     |
| 10    | MED   | Luka Modrić     |     |
| 23    | MED   | Mateo Kovačić   | 62' |
| 8     | MED   | Toni Kroos      | 80' |
| 17    | DEL   | Lucas Vázquez   |     |
| 9     | DEL   | Karim Benzema   |     |
| 20    | DEL   | Marco Asensio   | 75' |
| D. T. | D. T. | Zinedine Zidane |     |

| 1     | POR   | Marc-André ter Stegen |     |
| 14    | DEF   | Javier Mascherano     |     |
| 3     | DEF   | Gerard Piqué          | 50' |
| 23    | DEF   | Samuel Umtiti         |     |
| 20    | MED   | Sergi Roberto         |     |
| 4     | MED   | Ivan Rakitić          |     |
| 5     | MED   | Sergio Busquets       |     |
| 21    | MED   | André Gomes           | 72' |
| 18    | MED   | Jordi Alba            | 78' |
| 10    | DEL   | Lionel Messi          |     |
| 9     | DEL   | Luis Suárez           |     |
| D. T. | D. T. | Ernesto Valverde      |     |

| 14 | MED | Casemiro       | 62' |
| 15 | DEF | Theo Hernández | 75' |
| 24 | MED | Dani Ceballos  | 80' |

| 2  | DEF | Nélson Semedo   | 50' |
| 16 | DEL | Gerard Deulofeu | 72' |
| 19 | DEF | Lucas Digne     | 78' |

| 4' · 39' | Marco Asensio Karim Benzema | 1:0 2:0 |

| 89' · 90'+3' | Luis Suárez Javier Mascherano |

| Principal  | Sánchez Martínez  |
| Asistentes | Cabañero Martínez |
|            | Gallego García    |
| Cuarto     | Gallego Gambín    |

|                    |     |     |
| Tiros              | 14  | 12  |
| Tiros a puerta     | 5   | 3   |
| Faltas             | 10  | 12  |
| Saques de esquina  | 6   | 3   |
| Penaltis           | 0   | 0   |
| Fueras de juego    | 4   | 2   |
| Posesión del balón | 52% | 48% |

| Alineación inicial |

| 1     | POR   | Keylor Navas    |     |
| 2     | DEF   | Dani Carvajal   |     |
| 5     | DEF   | Raphaël Varane  |     |
| 4     | DEF   | Sergio Ramos    |     |
| 12    | DEF   | Marcelo Vieira  |     |
| 10    | MED   | Luka Modrić     |     |
| 23    | MED   | Mateo Kovačić   | 62' |
| 8     | MED   | Toni Kroos      | 80' |
| 17    | DEL   | Lucas Vázquez   |     |
| 9     | DEL   | Karim Benzema   |     |
| 20    | DEL   | Marco Asensio   | 75' |
| D. T. | D. T. | Zinedine Zidane |     |

| 1     | POR   | Marc-André ter Stegen |     |
| 14    | DEF   | Javier Mascherano     |     |
| 3     | DEF   | Gerard Piqué          | 50' |
| 23    | DEF   | Samuel Umtiti         |     |
| 20    | MED   | Sergi Roberto         |     |
| 4     | MED   | Ivan Rakitić          |     |
| 5     | MED   | Sergio Busquets       |     |
| 21    | MED   | André Gomes           | 72' |
| 18    | MED   | Jordi Alba            | 78' |
| 10    | DEL   | Lionel Messi          |     |
| 9     | DEL   | Luis Suárez           |     |
| D. T. | D. T. | Ernesto Valverde      |     |

| 14 | MED | Casemiro       | 62' |
| 15 | DEF | Theo Hernández | 75' |
| 24 | MED | Dani Ceballos  | 80' |

| 2  | DEF | Nélson Semedo   | 50' |
| 16 | DEL | Gerard Deulofeu | 72' |
| 19 | DEF | Lucas Digne     | 78' |

| 4' · 39' | Marco Asensio Karim Benzema | 1:0 2:0 |

| 89' · 90'+3' | Luis Suárez Javier Mascherano |

| Principal  | Sánchez Martínez  |
| Asistentes | Cabañero Martínez |
|            | Gallego García    |
| Cuarto     | Gallego Gambín    |

|                    |     |     |
| Tiros              | 14  | 12  |
| Tiros a puerta     | 5   | 3   |
| Faltas             | 10  | 12  |
| Saques de esquina  | 6   | 3   |
| Penaltis           | 0   | 0   |
| Fueras de juego    | 4   | 2   |
| Posesión del balón | 52% | 48% |

| Alineación inicial |

| 1     | POR   | Keylor Navas    |     |
| 2     | DEF   | Dani Carvajal   |     |
| 5     | DEF   | Raphaël Varane  |     |
| 4     | DEF   | Sergio Ramos    |     |
| 12    | DEF   | Marcelo Vieira  |     |
| 10    | MED   | Luka Modrić     |     |
| 23    | MED   | Mateo Kovačić   | 62' |
| 8     | MED   | Toni Kroos      | 80' |
| 17    | DEL   | Lucas Vázquez   |     |
| 9     | DEL   | Karim Benzema   |     |
| 20    | DEL   | Marco Asensio   | 75' |
| D. T. | D. T. | Zinedine Zidane |     |

| 1     | POR   | Marc-André ter Stegen |     |
| 14    | DEF   | Javier Mascherano     |     |
| 3     | DEF   | Gerard Piqué          | 50' |
| 23    | DEF   | Samuel Umtiti         |     |
| 20    | MED   | Sergi Roberto         |     |
| 4     | MED   | Ivan Rakitić          |     |
| 5     | MED   | Sergio Busquets       |     |
| 21    | MED   | André Gomes           | 72' |
| 18    | MED   | Jordi Alba            | 78' |
| 10    | DEL   | Lionel Messi          |     |
| 9     | DEL   | Luis Suárez           |     |
| D. T. | D. T. | Ernesto Valverde      |     |

| 14 | MED | Casemiro       | 62' |
| 15 | DEF | Theo Hernández | 75' |
| 24 | MED | Dani Ceballos  | 80' |

| 2  | DEF | Nélson Semedo   | 50' |
| 16 | DEL | Gerard Deulofeu | 72' |
| 19 | DEF | Lucas Digne     | 78' |

| 4' · 39' | Marco Asensio Karim Benzema | 1:0 2:0 |

| 89' · 90'+3' | Luis Suárez Javier Mascherano |

| Principal  | Sánchez Martínez  |
| Asistentes | Cabañero Martínez |
|            | Gallego García    |
| Cuarto     | Gallego Gambín    |

|                    |     |     |
| Tiros              | 14  | 12  |
| Tiros a puerta     | 5   | 3   |
| Faltas             | 10  | 12  |
| Saques de esquina  | 6   | 3   |
| Penaltis           | 0   | 0   |
| Fueras de juego    | 4   | 2   |
| Posesión del balón | 52% | 48% |

| Alineación inicial |

| Campeón Supercopa de España 2017 |
| -------------------------------- |
| Real Madrid C. F. 10º Título     |